# Ingeborg Schwenzer
Ingeborg Schwenzer (Stuttgart, 25 de outubro de 1951) é uma jurista alemã, professora de direito privado e direito comparado na Universidade da Basileia, Suíça.  

## Curriculum Vitae
Ingeborg Schwenzer estudou Direito na Universidade de Friburgo e na Universidade de Genebra, de 1970 a 1975. De 1973 a 1975, Schwenzer trabalhou como estudante assistente no Instituto de Direito Administrativo da Universidade de Friburgo.
Em 1975, Schwenzer foi aprovada no exame Erste juristiche Staatsprüfung (Primeiro exame de Estado em Direito), na Universidade de Friburgo, classificando-se em 3º lugar entre 209 candidatos. 
De 1975 a 1976, Schwenzer estudou na Universidade da Califórnia, Berkeley. Ao final de seus estudos, obteve o título de Mestre em Direito, com distinção e louvor.
De 1977 a 1981, Schwenzer foi pesquisadora assistente de Peter Schlechtriem no Instituto de Direito Internacional Privado e Comparado da Universidade de Friburgo.  Em 1978, Schwenzer obteve o título de Doutor em Direito, com a tese intitulada Die Freizeichnung des Verkäufers von der Sachmängelhaftung im amerikanischen und deutschen Recht (A limitação da responsabilidade do vendedor por produto defeituoso sob a perspectiva do Direito Americano e Direito Alemão). Com este trabalho, Schwenzer conquistou o prêmio Herrnstadt de melhor tese de doutorado do ano de 1978. 
De 1978 a 1980, Schwenzer conclui seu treinamento em prática jurídica, em Friburgo. Em 1980, foi aprovada no Zweite juristische Staatsprüfung (Segundo exame de Estado em Direito), conquistando o primeiro lugar entre 334 candidatos. 
De 1980 a 1987, Schwenzer foi professora de direito privado e direito comercial na Verwaltungs-und Wirtschaftsakademie (Escola de Administração e Comércio) em Friburgo.
Em 1986, Schwenzer foi nomeada professora na Univiersidade Philipps de Marburg.
Em 1987, o Habilitationsschrift de Schwenzer, intitulado Vom Status zur Realbeziehung – Familienrecht im Wandel (De status a relacionamento real – direito de família em mudança), foi aceito pela Universidade de Friburgo. Schwenzer recebeu então a venia legendi para direito privado, direito comercial, direito internacional privado e direito comparado.  Tornou-se assim professora substituta de direito privado, comercial e direito do trabalho na Universidade de Constança. Mais tarde, ainda em 1987, recebeu proposta para trabalhar como professora de direito privado na Universidade de Colônia e como professora de direito privado, direito internacional privado e direito comparado na Universidade de Magúncia.  Schwenzer aceitou a proposta da Universidade de Magúncia e foi nomeada professora da instituição em dezembro de 1987.
Em 1989, Schwenzer aceitou integrar a cátedra de direito privado na Universidade de Basileia. Mais tarde, recebeu propostas para lecionar as disciplinas de direito privado alemão e europeu na Universidade de Kiel (1991) e direito privado na Universidade Humboldt de Berlim (1995), mas não as aceitou. 
De 2010 a 2016, Schwenzer foi professora adjunta na Universidade da cidade de Hong Kong, assim como na Universidade de Griffith, Austrália, de 2013 a 2016. 
No decorrer dos anos, Schwenzer foi professora convidada em várias instituições: de 1994 a 2002, no Instituto Europeu, Basileia, Suíça; em 2008, na Universidade de Paris Val-de-Marne, França; em 2009, na Universidade Victoria de Wellington, Nova Zelândia; em 2010, na Universidade de Loyola - Chicago, Estados Unidos; em 2001, na Universidade de Buea, República de Camarões; em 2011, na Universidade Bilgi, Istambul, Turquia; em 2012, na Universidade de Ankara, Turquia; também em 2012, na Pontifícia Universidade Católica do Paraná, Brasil; em 2013, na Universidade de Oslo, Noruega; em 2014, na Universidade de Griffith, Austrália; e em 2015, na Universidade de Dar el-Hekma, em Jeddah, Arábia Saudita. 

## Áreas de pesquisa e interesse
Schwenzer desenvolve pesquisas predominantemente nas áreas de direito das obrigações, direito comercial e direito de família. Ademais, Schwenzer tem grande interesse em arbitragem, particularmente no âmbito acadêmico.

### O Projeto Global Sales Law
O Global Sales Law é um projeto de direito comparado na área de direito da compra e venda e direito dos contratos.  

#### Global Sales and Contract Law
O principal fruto do projeto é o manual Global Sales and Contract Law (GSCL), cujos autores são Schwenzer, Pascal Hachem e Christopher Kee. O manual estabelece um paralelo do direito da compra e venda e contratos em mais de 60 países. O que é especialmente interessante no manual é a abordagem da pesquisa, na medida em que se baseia no método comparativo funcional, e não em relatórios individualizados de cada país. Os autores construíram o trabalho com base nas teses de doutorado de Mohamed Hafez (Arábia e Oriente Médio), Natia Lapiashvili (Leste Europeu e Ásia Central), Edgardo Muñoz (América Latina), Jean-Alain Penda Matipe (África do Sul e Central), e Sophia Juan Yang (Sudeste Asiático). Cada uma dessas teses engloba o estudo de direito comparado sobre a respectiva família jurídica e todas foram supervisionadas por Schwenzer. 

#### Comentários sobre a Convenção das Nações Unidas sobre Compra e Venda Internacional de Mercadorias
Schwenzer é editora e principal autora da mundialmente renomada obra comentada sobre a Convenção de Viena das Nações Unidas sobre Compra e Venda Internacional de Mercadorias (CISG, em inglês). A obra foi publicada em alemão (6ª edição 2012), inglês (4ª edição 2016), espanhol (2011), português (2014), e turco (2015). Versões em francês, chinês, russo e outros estão em andamento. 

#### CISG-online.ch
Até sua aposentadoria em 2017, Schwenzer administrava o completo e abrangente banco de dados que contém todos os casos relevantes em matéria de CISG, especialmente nos países de língua germânica.  O banco de dados foi fundado em 1995 por Peter Schlechtriem, na Universidade de Friburgo. Desde 2002, o banco de dados era administrado pela cátedra de Schwenzer na Universidade da Basileia, de 1995 a 2015.  

#### Willem C. Vis International Commercial Arbitration Moot
Desde a primeira edição do Willem C. Vis Moot, em 1994, Schwenzer participa como árbitra do certame, o maior evento acadêmico de arbitragem internacional do mundo, realizado todos os anos em Viena. Desde 2004, Schwenzer participa como árbitra no Willem C. Vis East Moot, em Hong Kong. Além disso, Schwenzer atua como treinadora da equipe da Universidade da Basileia desde 1995. 

### Model Family Code
No ano de 2006, Schwenzer redigiu, com Mariel Dimsey, uma lei-modelo de direito de família, intitulada Model Family Code. Esta lei-modelo baseou-se no estudo comparado de direito de família nos sistemas jurídicos da Europa, Estados Unidos da América, e Oceania.  A principal característica desta lei-modelo é a inclusão de cláusulas gerais, o que representa particular vantagem se comparada às contínuas alterações legislativas promovidas nos códigos de família domésticos. A par disso, o Model Family Code permite a flexível implementação de valores culturais no seu sistema, com o intento de contemplar as realidades plurais do direito de família. 

### SiLS - Swiss International Law School
Schwenzer é a Diretora da Swiss International Law School, instituição privada de pos-graduação online em Direito. 

## Publicações e Coordenação de obras
De acordo com a lista de publicações de Schwenzer (atualizada até fevereiro de 2017),  Schwenzer publicou 17 monografias, organizou mais de 40 livros, e escreveu mais de 200 artigos e comentários,  
A lista completa de publicações está disponível em https://www.ingeborgschwenzer.com

## Associações de destaque e Títulos
- Desde 2016 - Membro fundador da International Dispute Resolution Academy
- Desde 2015 - Membro da American Law Institute
- Desde 2014 - Membro Diretor da International Academy of Commercial and Consumer Law
- Desde 2013 - Membro Diretor da German Society of International Law
- Desde 2011 - Presidente do Conselho Consultivo da CISG (Convention on Contracts for the International Sale of Goods)
- Desde 2011 - Membro Diretor da International Law Association, Swiss Branch
- Desde 2010 - Membro do European Law Institute
- Desde 2010 - Membro do Conselho Acadêmico do Institute of Transnational Arbitration
- 2004-2012 - Vice-Presidente da Diretoria da German Jurists Association
- Desde 2001 - Membro do Grupo de Especialistas da Commission on European Family Law
- Desde 2000 - Membro da International Academy of Comparative Law
- 1999-2005 - Membro Diretor da Association of Lecturers in Private Law (Zivilrechtslehrervereinigung)
- 1993-2006 - Membro do Swiss Institute of Comparative Law

A lista completa de associações está disponível em https://www.ingeborgschwenzer.com

## Prêmios
- 2011 Law Career Achievement Award of the Arab Society for Commercial and Maritime Law